# John Spencer (piłkarz)
John Spencer (ur. 11 września 1970 w Glasgow) – piłkarz szkocki grający na pozycji napastnika.

## Kariera klubowa
Spencer urodził się w Glasgow, a karierę piłkarską rozpoczął w tamtejszym klubie Rangers F.C. W 1988 roku trafił do kadry pierwszej drużyny, jednak nie mogąc przebić się do składu został w 1989 roku wypożyczony do grającego w Division One, Greenock Morton F.C. Następnie wrócił do Rangersów, ale w Premier League zadebiutował dopiero w sezonie 1990/1991, a do lata 1992 rozegrał dla swojego klubu łącznie 13 meczów i strzelił dwie bramki. Z Rangersami dwukrotnie zostawał mistrzem kraju w latach 1991 i 1992. Zdobył także Puchar Szkocji w 1992 i Puchar Ligi Szkockiej w 1991.
Latem 1992 roku Spencer przeszedł do angielskiej Chelsea F.C., prowadzonej wówczas przez rodaka Iana Porterfielda. Klub z Londynu zapłacił za niego 450 tysięcy funtów, a w Premiership John zadebiutował 19 sierpnia w przegranym 1:2 wyjazdowym spotkaniu z Norwich City. Swoją pierwszą bramkę w Anglii zdobył w meczu z Manchesterem City, przegranym przez Chelsea na Stamford Bridge 2:4. W ataku Chelsea Spencer grał z Anglikiem Mickiem Hardfordem oraz rodakiem Robertem Fleckiem. Po odejściu Porterfielda nadal był podstawowym zawodnikiem "The Blues", a w 1994 roku zespół prowadzony przez Glenna Hoddle'a uległ w finale Pucharu Anglii Manchesterowi United 0:4. Do końca 1996 roku Spencer rozegrał 103 mecze dla Chelsea i strzelił w nich 36 bramek.
Na początku 1997 roku Spencer został wypożyczony do grającego w Division One, Queens Park Rangers, a latem tamtego roku sprzedany do tego klubu za 2,5 miliona funtów. Zespół z Londynu dwukrotnie nie zdołał wywalczyć awansu do Premiership, a 9 marca 1998 roku Spencer odszedł za 1,5 miliona funtów do Evertonu (debiut: 14 marca w wygranym 1:0 meczu z Blackburn Rovers. Przez 8 miesięcy John rozegrał tylko 9 ligowych spotkań w barwach "The Toffies" i następnie wrócił do ligi szkockiej.
Zimą 1999 roku Spencer został zawodnikiem Motherwell F.C., a suma transferu wyniosła pół miliona funtów. Przez 2,5 roku zdobył on dla Motherwell 18 bramek. 21 lutego 2001 roku przeszedł do grającego w amerykańskiej Major League Soccer, Colorado Rapids. W swoim pierwszym sezonie strzelił 14 goli w MLS, zaliczył 7 asyst i został wybrany do jedenastki sezonu. Podobnie było w 2003 roku, gdy Szkot znów uzyskał 14 trafień i znów znalazł się w najlepszej jedenastce MLS. Po zakończeniu sezonu 2004 Spencer zakończył piłkarską karierę.
| Sezon   | Klub                 | Kraj              | Rozgrywki           | Mecze | Bramki |
| ------- | -------------------- | ----------------- | ------------------- | ----- | ------ |
| 1988/89 | Rangers F.C.         | Szkocja           | Premier League      | 0     | 0      |
| 1988/89 | Greenock Morton F.C. | Szkocja           | Division One        | 4     | 1      |
| 1989/90 | Rangers F.C.         | Szkocja           | Premier League      | 0     | 0      |
| 1990/91 | Rangers F.C.         | Szkocja           | Premier League      | 5     | 1      |
| 1991/92 | Rangers F.C.         | Szkocja           | Premier League      | 8     | 1      |
| 1992/93 | Chelsea F.C.         | Anglia            | Premiership         | 23    | 7      |
| 1993/94 | Chelsea F.C.         | Anglia            | Premiership         | 19    | 5      |
| 1994/95 | Chelsea F.C.         | Anglia            | Premiership         | 29    | 11     |
| 1995/96 | Chelsea F.C.         | Anglia            | Premiership         | 28    | 13     |
| 1996/97 | Chelsea F.C.         | Anglia            | Premiership         | 4     | 0      |
| 1996/97 | Queens Park Rangers  | Anglia            | Division One        | 25    | 17     |
| 1997/98 | Queens Park Rangers  | Anglia            | Division One        | 23    | 5      |
| 1997/98 | Everton F.C.         | Anglia            | Premiership         | 6     | 0      |
| 1998/99 | Everton F.C.         | Anglia            | Premiership         | 3     | 0      |
| 1998/99 | Motherwell F.C.      | Szkocja           | Premier League      | 21    | 7      |
| 1999/00 | Motherwell F.C.      | Szkocja           | Premier League      | 33    | 11     |
| 2000/01 | Motherwell F.C.      | Szkocja           | Premier League      | 17    | 2      |
| 2001    | Colorado Rapids      | Stany Zjednoczone | Major League Soccer | 23    | 14     |
| 2002    | Colorado Rapids      | Stany Zjednoczone | Major League Soccer | 16    | 5      |
| 2003    | Colorado Rapids      | Stany Zjednoczone | Major League Soccer | 27    | 14     |
| 2004    | Colorado Rapids      | Stany Zjednoczone | Major League Soccer | 22    | 4      |

## Kariera reprezentacyjna
W reprezentacji Szkocji Spencer zadebiutował 16 listopada 1994 roku w zremisowanym 1:1 meczu eliminacji do Mistrzostw Europy w Anglii z Rosją. W 1996 roku został powołany na ten turniej przez selekcjonera Craiga Browna. Tam wystąpił we wszystkich trzech meczach Szkotów: z Holandią (0:0), z Anglią (0:2) oraz ze Szwajcarią (1:0). Ostatni mecz w kadrze narodowej rozegrał w maju 1997 przeciwko Walii (0:1). Łącznie wystąpił w niej 14 razy.